# Апартейд
Апартейд (от африкаанс: apartheid, əˈpɑrtheɪt, „разделяне“, правилно произношение на африканс: апартхейд от apart – разделен и heid – субстантивираща частица) е политиката и правната система, въведена и поддържана от правителствата на бялото малцинство в ЮАР от 1948 до 1990 г.

## История
Понятието се появява за първи път в реч на Ян Смьотс през 1917 г., който две години по-късно става министър-председател на ЮАР. Превръща се в употребяван термин едва по време на предизборната борба за изборите през 1948 г.

### Възникване на апартейда в Южна Африка
Първите следи на южноафрикански расизъм се забелязват след покоряването на Капската колония от членове на Холандската източноиндийска компания през втората половина на XVII век. Търговската общност прави разлика между членовете на компанията, т. нар. свободни граждани, роби и чужденци („бушмени и хотентоти“). Дотогава не съществува групата на белите или европейците. Тенденцията на компанията през XVIII век да наема само бели служители подсилва груповото съзнание на белите и сгъстява редиците на служителите в компанията и свободните граждани. С течение на времето се утвърждава социална йерархия, на чиито връх са служителите на компанията и свободните граждани, а негрите и робите са под тях.
Груповата идентичност на белите се подхранва от религиозни корени. За признаци на цивилизация за белите са се считали християнството и основното образование. Като следствие на това един бял човек (християнин) се е възприемал като по-ценен от един „кафер“ (езичник).
Предизвикани от премахването на робството, нахлуването на британците в Кейптаун и появата на черни банди, при преселението през 1837 – 1846 г. около 10 000 души се отправят на север-североизток и там основават Африканската република Трансваал (1852 г.) и Оранжевата свободна република (1854 г.), в които непосредствено отражение намира чувството за превъзходство на белите при избирателното законодателство („Само белите притежават избирателни права!“).
Още по времето на Британската империя на чернокожите е забранено да се заселват в колониите Натал и Капската колония, които са били предназначени за бели и цветнокожи. На чернокожите африканци е забранено и да се придвижват от една област в друга без разрешително, което са длъжни винаги да носят. В Кейптаун и градовете в Натал им е забранено да излизат след залез слънце. Така понякога се твърди, че политиката на апартейд е продължение и разширение на политиката на сегрегация, практикувана от белите правителства в Южна Африка. В подкрепа може да се посочат Земленият акт от 1912 г. и ограниченията върху наемането на чернокожи африканци на работа, които са свързани със споразуменията на бурските републики Трансваал и Оранжевата свободна държава с Британската империя след края на Англо-бурската война от 1899 – 1902 г. От друга страна съществува мнение, че първоначално под апартейд се разбира само политическо разделение, но не и битова сегрегация. Например, по време на Втората световна война правителството на Обединената партия на Смьотс не съблюдава много стриктно сегрегационните закони.
В повлияния от британците район Натал шотландецът Теофилус Шепстоун, в качеството си на държавен секретар по въпросите на местното население, предвижда ясно териториално разделяне на чернокожото и бялото население, за да може по този начин да се противодейства на унищожаването на културата на чернокожите под влиянието на култура на белите.
Военните спорове между потомци на европейците и чернокожите племена, както и законодателното развитие в повлияния от британците Натал и в Трансваал и Оранжевата свободна република, поставят основите на една водена от радикално разделяне на расите политика на белите в Южна Африка от началото на XX век.
В края на XIX век в района Витватерсранд (в околностите на днешен окръг Йоханесбург) са открити първите златни залежи, които заедно с диамантите водят до огромна икономическа трансформация. До средата на XX век Южна Африка от чисто аграрна страна се превръща първо в аграрна и минно-добивна страна, а после се оформя като страна, белязана изцяло от индустриалното стопанство. В търсене на работа безимотни бели, преди всичко потомци на първите европейци в Южна Африка, и чернокожи работници нахлуват в района около днешен Йоханесбург.
За установяването на политика на сегрегация от съществено значение е процесът на индустриализация и урбанизация. В индустриалните райони „на ръба“ младият потомък на първите европейци в Южна Африка, характеризиращ се с провинциален манталитет и чувство на расово превъзходство, бива внезапно принуден да продава своята работна сила в безпощадна конкуренция с масите на най-слабо платените негри. В южноафриканския стопански живот никога не се стига до класово сливане на черни и бели работници в индустриалните райони. Потомците на първите европейци са отказвали да предлагат своята работна ръка на същата цена като чернокожите и се опитвали, вместо да се борят заедно за повишаване на заплащането, да достигнат до гарантирането на преимущества за белите чрез профсъюзни и парламентарните решения.
През 1910 г. с основаването на Южноафриканския съюз само бели мъже получават избирателно право. През този период се изясняват основните представи по отношение на расистката политика на разделение и южноафриканският парламент започва да кодифицира законово расовото разделяне.

### Развитие на апартейда в Южна Африка
Политиката на апартейд в Южна Африка се прилага след вземането на властта на Националната партия през 1948 г. Тя печели изборите с малка разлика, побеждавайки Обединената партия, и сформира коалиционно правителство с Партията на африканерите, чиито лидер е протестантският свещеник Даниел Малан. Правителството незабавно започва да прилага апартейда – приети са закони, забраняващи смесените бракове, въведена е расова класификация на всички граждани и е създадена комисия, която да разглежда сложните случаи. Основа на апартейда става приетият през 1950 г. Закон за районите на групите (Group Areas Act), чиято цел е географското разделение на расите.
Оформянето на системата се извършва в условията на засилваща се антиколониална борба в Африка и Азия. Апартейдът трябва да помогне на белите да запазят господството си чрез ограничаването на чернокожите африканци в специални области – „родни земи“ или „homelands“, които впоследствие стават известни като „бантустани“. В тях, под контрола на местния африкански политически елит, трябва да бъде съсредоточена по-голямата част от чернокожото население, а на териториите, запазени за белите, да останат само тези, чиито труд е необходим за функционирането на промишлените предприятия и обслужването на белите.
През 1953 г. е приет Законът за разделните обществени места (Separate Amenities Act), с който се въвеждат отделни плажове, обществен транспорт, болници, училища и университети. Паспортният режим става още по-строг: сега чернокожите африканци трябва да носят със себе си лично удостоверение, което значително възпрепятства движението им към районите на белите. С въвеждането на този закон на чернокожите африканци е забранено не само да живеят, но и да посещават градовете на белите без специално разрешение. Установяването в големите градове е разрешено само за работещите в тях, но не и на техните семейства.
Йоханес Стрейдом, министър-председател след Малан, лишава чернокожите африканци и от изборното им право. Още през 1951 г. е приет Законът за отделното представителство на избирателите, макар че неговата конституционност е обжалвана в съда от четирима избиратели (Харис, Франклин, Колинс и Дийн), подкрепяни от Обединената партия. Върховният съд на Капската провинция отхвърля жалбата им, но Апелативният съд приема, че законът няма сила, тъй като за промяна на конституцията на ЮАР е необходимо мнозинство от две трети от гласовете на депутатите в двете камари на парламента. Тогава правителството приема Закона за Парламентарния върховен съд, който дава на парламента право да отменя съдебните решения. Това е обявено за незаконно и от Апелативния съд, и от съда на Капската провинция. През 1955 г. правителството на Стрейдом увеличава броя на съдиите в Апелативния съд от 5 на 11, назначавайки на новите места симпатизанти на апартейда. През същата година е приет и Законът за Сената, който увеличава броя на депутатите от 49 на 89, и при последвалото преразпределение Националната партия печели 77 места в Сената. На съвместно заседание на двете камари през 1956 г. Законът за отделното представителство на избирателите е приет и в резултат на това в Капската провинция е въведен отделен списък на цветнокожите гласоподаватели. Веднага след гласуването броят на депутатите в Сената е възстановен до първоначалния си размер. Законът е оспорен във Върховния съд, но Апелативният съд (предварително подсилен с поддържащи правителството съдии) отхвърля искането на опозицията и подкрепя закона.
Преди Южна Африка да стане република политическите убеждения на белите южноафриканци се характеризират с разделение между прорепубликанския консерватизъм (основно сред африканерите) и антирепубликанските либерални настроения (предимно сред английскоговорещите), като наследството на Англо-бурската война все още е фактор за доста хора. След като ЮАР става република Хендрик Вервурд призовава за подобряване на отношенията и по-голямо съгласие между южноафриканците от английски произход и африканерите. Той заявява, че единствената разлика между подкрепящите и противниците на апартейда и етническото разделение вече не трябва да е езикова (т.е. говорещите африканс и английски), а расова (бели и чернокожи). Повечето африканери подкрепят идеята, с цел гарантиране на безопасността си. Белите избиратели от английски произход обаче са разделени. Много от тях се противопоставят на републиката, което води до голям отрицателен вот в провинция Натал. По-късно обаче, загрижени от засилващата се тенденция на деколонизация в другите части на Африка, някои от тях признават нарастващата необходимост от единство на белите. Речта на Харолд Макмилан „Вятърът на промяната“ оставя в пробританската фракция чувството, че Великобритания ги е изоставила. По-консервативните англоговорещи избиратели дават подкрепата си на Вервурд, докато други са обезпокоени от прекъсването на връзките с Великобритания, но остават верни на Короната. Населението от британски произход изпитва остро недоволство от принудителния избор между британско и южноафриканско гражданство. Въпреки че Вервурд се опитва да обедини различните фракции, последвалото гласуване води само до леко увеличение на подкрепата, което показва, че голяма част от англоговорещите южноафриканци е останала равнодушна и Вервурд не е успял да обедини бялото население.

### Премахване на апартейда в Южна Африка
След сърдечен удар на Бота Националната партия избира Фредерик де Клерк (1989 – 1994) за лидер. Де Клерк никога не е криел силното си желание да осъществи сериозни реформи. В известната си реч при откриването на парламента на 2 февруари 1990 г. той констатира провала на политиката на апартейд и въвежда следните мерки:
- Възстановяване на всички забранени политически движения;
- Освобождаване на Нелсън Мандела, който е 27 години в затвора;
- Започване на преговори за въвеждане на общо избирателно право в Южна Африка.

С това настъпва края на политиката на апартейд. Следваща по важност реформа е проектирането на нова конституция за единна демократична Южна Африка. През април 1994 г. при първите общи избори в Южна Африка Нелсън Мандела е избран за президент.

## Политическа система
Първостепенната идея на ранния апартейд е пълно политическо и икономическо господство на бурите в Южна Африка.

### Класификация на населението в Южна Африка
През 1950 г. се обнародва Законът за регистрирането на населението („Population Registration Act“). Всички южноафриканци биват вписани в расов регистър. Създадена е Служба за расово класифициране, която надзирава този процес. Причисляването към определена група протича според критерии като външост, поведение и общо впечатление. Тъй като това отчасти са социални критерии, е било възможно прекласифициране. Причисляването към една или друга етническа група е решаващо за политическите права, социалните връзки, шансовете за образование и икономически статус. Тъй като Южна Африка има добри отношения с Израел и Япония, членове на тези народностни групи биват класифицирани като бели. Всеки южноафриканец е бил задължен да носи в себе си паспорта, който дава сведение и за неговата расова принадлежност.

### Расово разделение в Южна Африка
Основата за пространственото разделяне на расите е положена през 1923 г. със Закона за черните градски райони („Black Urban Areas Act“). С този закон паспортната проверка и контролът на достъп се установяват в цялата страна като основни елементи на пространствено отделеното развитие и правовата дискриминация. Този закон бива разширен през 1950 г. чрез Закона за районите на групите („Group Areas Act“), който отрежда на четирите етнически групи различни области за живеене и забранява на гражданите да живеят или да имат имущество в районите на другите раси. Първият министър-президент на Националната партия, проповедникът Даниел Малан, определя Закона за районите на групите като „сърцето на апартейда“.
През 50-те години на 20 век паспортът се превръща в изключително важен документ. Паспортът, наречен официално „reference book – bewysboek“, определя племенната принадлежност на всеки южноафриканец и оттам териториалния му резерват, независимо колко далечни са връзките с него. Паспортът съдържа разрешение за престой, месечни вписвания и печат от работното място, указания за данъчни плащания и данни за полицейски производства. Стотици хиляди годишно биват осъждани на затвор, парични наказания или на „депортиране от бялата област“, защото едно или друго вписване в паспорта не е било точно или е било пропуснато. Според изследване на британски противници на апартейда в периода 1960 – 1967 г. 4,5 милиона души са били осъдени поради нарушаване на расовите закони.

#### Бантустани
През 1959 г. се изготвя Законът за насърчаване на себеуправлението на чернокожите („Promotion of Black Self-Government Act“), чрез който чернокожите африканци от този момент е трябвало да упражняват своите традиции и своите политически права изключително в своите собствени провинции, така наречените Homelands или Бантустани. За резервати на чернокожите са определени около 100 района, които представлявят 13% от територията на страната, но са предвидени за около 75% от населението ѝ.
Земята на множество чернокожи, които не населяват бантустаните, бива отчуждена. Мултирасовите области биват откъснати едни от други, а жителите на бантустаните биват преселвани.
Достъпът на чернокожите в градовете бива законово ограничен още повече. Само този, който е живял повече от десет години в градски район или без прекъсване е бил ангажиран на работа в продължение на най-малко петнадесет години, е имал правото легално да остане да живее там. Всички останали, т. нар. свръхнаселение (surplus people), биват изпратени „в родните територии“. По този начин общо 3,5 милиона биват откъснати от корените си през годините.
Целта на политиката на бантустаните е била постепенното отнемане на гражданство на почти 25 милиона чернокожо население. В първия етап на развитие, чрез Закона за гражданство в черните територии („Black Homelands Citizenship Act“) от 1971 г., всички чернокожи губят южноафриканското си гражданство и стават граждани на един от десетте бантустани. Във втория етап на развитие е предвидено бантустаните да добият независимост и да съществуват като самостоятелни нации.
Действително четири от десетте бантустана се превръщат с течение на времето в „независими държави“ със свои правителства, финансирани от Претория и непризнати от никого другиго. Но концепцията за тях е обречена на провал поради следните причини:
- Правителствата на бантустаните се състоят предимно от чернокожия елит, управляват чрез авторитарни режими и не са приети от населението.
- Селскостопанската продукция не е достатъчна да осигури издръжката на тамошното население.
- Бантустаните не са индустриално развити. Трудоспособните мъже търсят работа в бяла Южна Африка, където работят по 11 месеца и прекарват четири седмици годишно със своите семейства. По този начин бантустаните се превръщат в „лагери“, в които се задържали предимно възрастни хора, жени и деца.

### Обществено разделение в Южна Африка

#### Брак и сексуален живот
През 1927 г. със Закона за неморалните прояви („Immorality Act“) парламентът постановява строгото разделяне на южноафриканците. Половото общуване между бели и черни става наказуемо. През 1950 г. законът е разширен, като се забраняват и всякакви полови връзки на бели с не-бели. Промените в закона от 1957 г. увеличават наказанията, като най-тежкото наказание за такова деяние е 7 години затвор и самият опит за престъпване на закона става наказуем. Между 1950 и 1960 г. около 4000 души са лишени от свобода за „неморални прояви“.
Тясно свързан с това е и Законът за забрана на смесените бракове („Prohibition of Mixed Marriages Act“) от 1949 г., който забранява сключването на брак между бели и не-бели. Расовата принадлежност се определя от служителя на гражданския съвет, а сключените в чужбина бракове не се признават в Южна Африка. В периода на либерализиране на законите на апартейда през 80-те години на 20. век, тези закони са отменени, не на последно място поради това, че тяхното прилагане е водело до компрометирането на страната в цял свят.

#### Здравеопазване
Докато медицинското обслужване на белите южноафриканци е било едно от най-добрите в света, това за не-белите е било катастрофално. В Йоханесбург се падат средно по дванадесет легла на 1000 бели, докато в Совето (предградие на Йоханесбург), където живеят работниците от бантустаните, има по-малко от две легла на 1000 не-бели. Средно един лекар обслужва 330 бели и 91000 чернокожи.
В бантустаните или е нямало лекари и болници или те са били отдалечени на дни път. Южна Африка произвежда повече хранителни стоки отколкото е необходимо за оптималното изхранване на всичките ѝ жители и въпреки това средно на час умират три деца от недохранване.

#### Образование
През 1953 г. се приема Законът за образованието на бантустаните. С него надзорът върху образованието на чернокожоно население се отнема от провинциите на съюза и се прехвърля на централното Министерство на образованието, ръководено от Хендрик Вервурд. Свързано с този закон е и решението, че в провинциите трябва да се преподава на традиционния език банту. В рамките на закона са залегнали и гротескно неравните образователни средства за черни и бели.

### Икономическо разделение в Южна Африка
Ключов фактор е приетият през 1911 г. Закон за мините и фабриките („Mines and Works Act“), който изключва не-белите от редица дейности и въвежда т.нар. „запазени/предписани длъжности“ („job reservation“). Чрез Допълнението към Закона за мините и фабриките („Mines and Works Amendment Act“) от 1926 г. правителството създава преференции за бели и цветнокожи специалисти, като дипломи и сертификати се издават само на тях, а не на чернокожи или индуси. Заедно с въведения през 1922 г. Закон за работната практика („Apprenticeship Act“), който урежда обучението и още някои разпоредби, се стига до едно правово уредено запазване („резервиране“) на престижни дейности за белите.

## Закони в Южна Африка
Ограниченията на апартейда са наложени не само като обществена практика, но и като законови норми. Някои от тях са:
- Не-белите са изключени от държавното управление и могат да гласуват само в избори за сегрегирани органи.
- Хората от дадена раса не могат да се занимават с делова дейност или да упражняват свободни професии в райони, предвидени за друга раса; на практика всички значими центрове и търговски райони са обявени за райони за бели.
- Хората от дадена раса не могат да пътуват в райони, предвидени за друга раса, освен със специален пропуск.
- Хората от различни раси трябва да използват различни превозни средства.

### Биографии
- Lutz Brinkmann: Sandown – weiße Kindheit im Apartheidsstaat. dunkelblau Verlag, 2004, ISBN 3-9810007-0-6
- Frederik Willem de Klerk: The Last Trek – A New Beginning. Autobiographie. St. Martin's Press New York, 1998, ISBN 0-312-22310-2
- Frederik Willem de Klerk: Frederik Willem de Klerk – Eine Hoffnung für Südafrika. Verlag Busse Seewald Herford, 1991, ISBN 3-512-03072-6
- Нелсън Мандела: Der lange Weg zur Freiheit. Autobiographie. S. Fischer-Verlag, Frankfurt am Main, ISBN 3-10-047404-X
- Pumla Gobodo-Madikizela: Das Erbe der Apartheid – Trauma, Erinnerung, Versöhnung. Vorwort von Nelson Mandela. Nachwort von Jörn Rüsen. Verlag Barbara Budrich, Opladen 2006, ISBN 3-86649-025-9
- The Nelson Mandela Foundation: A Prisoner in the Garden. Viking Studio, 2006, ISBN 0-670-03753-2
- Miriam Mathabane: Mein Herz blieb in Afrika – Der Schicksalsweg einer jungen Frau vom Township in die Freiheit. List, 2000, ISBN 978-3-471-79428-9
- Ruth Weiss: Meine Schwester Sara. Deutscher Taschenbuch Verlag, 2004, ISBN 3-423-62169-9
- Mark Mathabane: Kaffern Boy – Ein Leben in der Apartheid. Ehrenwirth Verlag, 1986, ISBN 3-431-02915-9.

## Филми
- Вик за свобода (Cry Freedom), Великобритания, 1987, реж. Ричард Атънбъро, с участието на: Кевин Клайн, Дензъл Уошингтън.
- The Power of One, САЩ/Франция/Германия/Австралия, 1992, реж. Джон Авилдсен, с участието на: Стивън Дорф, Армин Мюлер-Щал, Морган Фрийман, Джон Гилгуд, Даниел Крейг.
- In My Country, САЩ, 2004, реж. Джон Бурман, с участието на: Джон Бурман, с участието на: Самюел Джаксън, Жулиет Бинош.
- Catch a Fire, САЩ/Канада/Испания/Австралия/Германия/Южна Африка, 2006, реж. Филип Нойс, с участието на: Тим Робинс, Дерек Люк.
- Goodbye Bafana, Германия/Франция/Белгия/Великобритания/Италия/Южна Африка, 2007, реж.: Били Огъст, с участието на: Джоузеф Файнс, Денис Хейсберт, Даян Крюгер
- The World Unseen, Великобритания/Южна Африка, 2007, с участието на: Лиса Рей, Шийтал Шет.
- District 9, Южна Африка/Нова Зеландия, 2009, реж. Нийл Бломкамп, с участието на: Шарлто Копли, Джейсън Коуп.
- Endgame, Великобритания, 2009, реж. Пийт Травис, с участието на: Уилям Хърт, Чиуетел Еджиофор, Джони Лий Милър